# Meromyza eduardi
Meromyza eduardi är en tvåvingeart som beskrevs av Hubicka 1966. Meromyza eduardi ingår i släktet Meromyza och familjen fritflugor. Inga underarter finns listade i Catalogue of Life.